# NGC 7091
NGC 7091 is een balkspiraalstelsel in het sterrenbeeld Kraanvogel. Het hemelobject werd op 1 september 1834 ontdekt door de Britse astronoom John Herschel.

## Synoniemen
- IC 5114
- MCG -6-47-7
- ESO 403-8
- PGC 66972